# Rick Druschel
Rick Druschel é um ex-jogador profissional de futebol americano estadunidense.

## Carreira
Rick Druschel foi campeão da temporada de 1974 da National Football League jogando pelo Pittsburgh Steelers.